# Pandolfo Roberti
Pandolfo Roberti (zm. 1210) – włoski kardynał. Pochodził z Lukki, gdzie w 1171 został kanonikiem kapituły katedralnej. W grudniu 1182 papież Lucjusz III mianował go kardynałem prezbiterem SS. XII Apostoli. Sygnował bulle papieskie między 2 stycznia 1183 a 1 lipca 1201. Uczestniczył w papieskiej elekcji w listopadzie 1185 i w 1191. W 1196 na polecenie papieża Celestyna III mediował w konflikcie między Pizą a Genuą. W latach 1197–1199 służył jako legat papieski w Toskanii, gdzie wspierał opór miast przeciwko dominacji cesarskiej. Pod koniec życia przeniósł się z powrotem do Lukki, gdzie zmarł.
Dawniej przypisywano mu autorstwo niektórych biografii papieży z początku XII wieku, myląc go z Pandolfo Alatrino, kardynałem obediencji antypapieża Anakleta II w latach 1131-38. Nieudowodnione jest także jego pokrewieństwo z pizańską rodziną Masca, przypisywane mu w historiografii począwszy od XVI wieku. Jeden z dokumentów znajdujących się w archiwum kapituły katedralnej w Lukce wskazuje, że jego ojciec nazywał się Pietro Roberti.